# Kashiwamochi

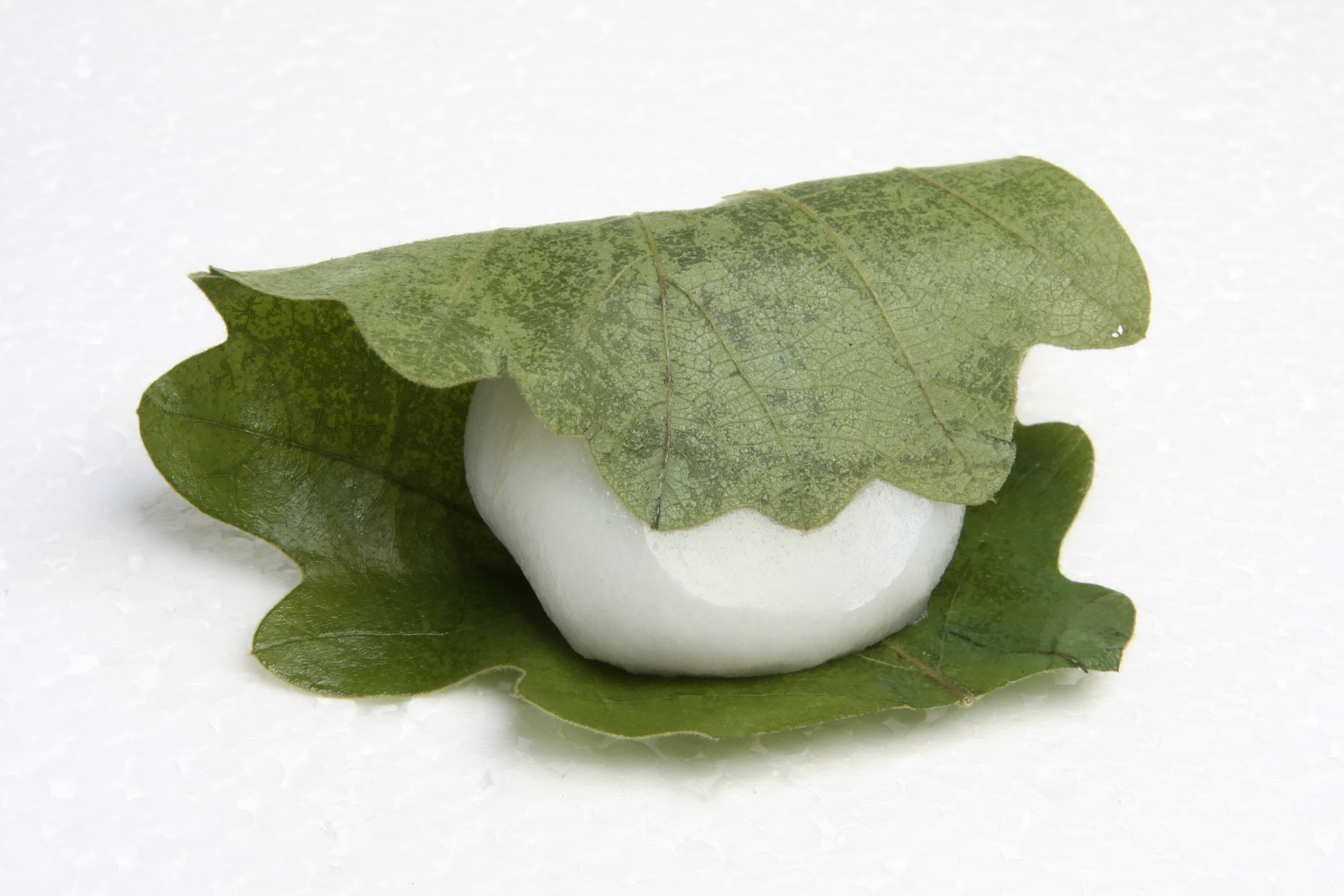
Kashiwamochi.

El kashiwamochi (柏餠?) es un pastel japonés servido con motivo de la fiesta nacional del Kodomo no hi (子供の日?), el 5 de mayo. Consiste en un mochi (pastel de arroz glutinoso) relleno de an o puré de judía azuki endulzado y envuelto en una hoja de kashiwa (roble). Las hojas de roble representan la prosperidad porque no se caen antes de que aparezcan nuevos brotes, lo que simboliza que los padres no deben morir hasta que los hijos no nazcan. Es un pastel originario de Tokio y popular en todo el este de Japón.